# Сархан Гулієв
Сархан Гулієв (азерб. Sərxan Quliyev, 1 квітня 1968) — азербайджанський шахіст, гросмейстер (1995).
У складі збірної Азербайджану учасник 2-х Олімпіад (1994, 1998).
Рейтинг на лютий 2015 року — 2416 (1817-е місце у світі, 23-є в Азербайджані).
Автор книги «Идея в шахматной партии».

## Зміни рейтингу
| На цьому місці має відображатися графік чи діаграма, однак з технічних причин його відображення наразі вимкнено. Будь ласка, не видаляйте код, який викликає це повідомлення. Розробники вже працюють для того, щоби відновити штатне функціонування цього графіка або діаграми. | |
| | На цьому місці має відображатися графік чи діаграма, однак з технічних причин його відображення наразі вимкнено. Будь ласка, не видаляйте код, який викликає це повідомлення. Розробники вже працюють для того, щоби відновити штатне функціонування цього графіка або діаграми. |